# Cuadrillas burgalesas
Las Cuadrillas burgalesas eran subdivisiones comarcales, ya extintas, en que se dividieron administrativamente parte del norte de la provincia o territorio histórico de Burgos (España).
Las demás subdivisiones administrativas, de la entonces (siglo XVIII) Intendencia de Burgos de 1785, recibían diferentes nombres, a saber, Alfoz, Jurisdicción, Valle, Abadía, Abadía y Jurisdicción, Junta, Hermandad, Merindad, Partido, Junta de Aforados, Comunidad y Tierra, Concejo, Hoz, Marquesado.

## Historia
El siglo XVIII, tras la instalación de la dinastía borbónica en el trono de la Corona española, introdujo la idea nueva de atribuir a las circunscripciones territoriales otras competencias administrativas, políticas y judiciales, además de las de carácter fiscal.
Estuvieron vigentes durante parte de los siglos XVIII a XIX.
Eran instituciones históricas cuya principal función era la de atender y administrar las necesidades de sus habitantes, especialmente en las zonas rurales. También existíeron en Álava donde, en 1979, las comarcas recuperaron el nombre de Cuadrillas.

## Relación de cuadrillas burgalesas

### Partido de la Bureba y su Merindad
Cuadrilla de Caderechas
Cuadrilla de Cameno
Cuadrilla de La Vid
Cuadrilla de Prádano
Cuadrilla de Quintanilla San GarcíaIncluía las villas de Altable, Ameyugo, Foncea, Quintanilla San García, Vallarta y Valluércanes.
Cuadrilla de Rojas
Cuadrilla de Santa María Ribarredonda

### Partido de Castrojeriz
Valle y Cuadrilla de SantibáñezIncluía las villas de Zumel y Santibáñez-Zarzaguda y los lugares de Avellanosa del Páramo, Palacios de Benaver, Susinos, Villanueva de Argaño e Isar.

### Partido de Miranda de Ebro
Con el Condado de Treviño dividido en cuatro cuadrillas:
Cuadrilla de AbajoIncluía los lugares de Arayco, Burgueta, Cucho, Grandival, Muergas, Ozalla, Pangua y San Esteban.
Cuadrilla de Río SomoayudaIncluía los lugares de Albaina, Bajauri, Fuidio, Laño, Marauri, Mesanza, Obecuri, Ogueta y Samiano, Saraso y Torre.
Cuadrilla de Val de LauriIncluía los lugares de Aguillo, Ajarte, Arrieta, Ascarza, Busto, Doroño, Golernio, Lezana, Ochate, Ocilla y Ladrera, San Vicentejo, Uzquiano, Imiruri y Zurbitu.
Cuadrilla de Val de ToberaIncluía los lugares de Arana, Argote, Armentia, Caricedo, Dordóniz, Franco, Moraza, Moscador, Pedruzo, San Martín de Galbarín, San Martín del Zar, Taravero y Villanueva Tobera.

### Partido de Villadiego
Cuadrilla de AmayaIncluía la villa de Amaya y los lugares de Albacastro, Cuevas, Puentes de Amaya, Rebolledillo de la Orden, Rebolledo de la Torre, San Quirce de Riopisuerga, Valtierra de Albacastro y Villela.
Cuadrilla de CañizalIncluía Barrio de San Felices, Cañizal junto Amaya, Quintanilla de Riofresno, Santa María Ananúñez, Sotovellanos y Tagarrosa.
Cuadrilla del CondadoIncluía Acedillo, Barrios de Villadiego, Brullés, Bustillo del Páramo, Coculina, Fuencivil, Icedo, Hormazuela, Hormicedo, Melgosa de Villadiego, Quintanilla de la Presa, Los Valcárceres (barrios de Santa Cruz,San Miguel, Santiago y Colmenares), Villalbilla de Villadiego y Villaute.
Cuadrilla de OdraIncluía Mahallos, Sordillos, Tapia, Villamayor de Treviño, Villanueva de Odra y Villahizán de Treviño.
Cuadrilla de OlmosIncluía la villa de Villusto y los lugares de Arenillas de Villadiego, Bohada, Castromorca, Olmos de la Picaza, Tablada de Villadiego, Villahernando, Villalibado y Villanueva de Puerta.
Cuadrilla de SandovalIncluía la villa de Sandoval de la Reina y los lugares de Congosto, Los Ordejones, Palazuelos de Villadiego, Rioparaíso, Villavedón y Barriosuso.
Cuadrilla del TozoIncluía Arcellares, Barrio Panizares, Basconcillos del Tozo, Fuente Úrbel, Montorio, La Nuez de Arriba, La Piedra, Prádanos del Tozo, San Mamés de Abar, Santa Cruz del Tozo, Talamillo del Tozo, Trashaedo y Úrbel del Castillo y su Barrio de Arriba, así como la Venta del Tozo.
Cuadrilla de ValdelucioIncluía los lugares de Castrecías, Corralejo, Fuencalenteja, Fuencaliente, Humada, Llanillo, Mundilla, Paúl, Pedrosa de Arcellares, Quintana de Valdelucio, Rebolledo de Traspeña, Renedo de la Escalera, San Martín de Humada, Solanas de Valdelucio, Valdescobedo y Villamartín de Villadiego.